# Spiritwalker
Pour plus de détails, voir Fiche technique et Distribution.
Spiritwalker (hangeul : 유체이탈자 ; RR : Yucheitalja, litt. « Hors du corps ») est un film d'action fantastique sud-coréen écrit et réalisé par Yoon Jae-geun et sorti en 2021 en Corée du Sud. Il raconte l'histoire d'un homme amnésique qui se réveille dans un nouveau corps toutes les douze heures.
Il totalise 6,62 millions $ de recettes et 810 673 entrées au box-office sud-coréen de 2021.

## Synopsis
Après avoir subi un accident de voiture, un agent secret devenu amnésique nommé Kang I-an ((Yoon Kye-sang) commence à reprendre conscience dans un nouveau corps toutes les 12 heures. Il doit reconstituer son identité, tout en évitant les attaques d'agents poursuivants et de dangereux criminels, mais sans sa mémoire, ni aucun allié.

## Fiche technique
- Titre original : 유체이탈자
- Titre international : Spiritwalker
- Réalisation et scénario : Yoon Jae-geun
- Photographie : Lee Seong-Je
- Montage : Hwang Eeon-joo et Choe Seul-mi
- Musique : Kang Nene
- Production : Jang Won-seok et Lee So-young
- Société de production : Saram Entertainment et BA Entertainment
- Société de distribution : Avio Entertainment et Megabox Plus M (en)
- Pays d’origine :  Corée du Sud
- Langue originale : coréen
- Format : couleur
- Genre : action, fantastique
- Durée : 108 minutes
- Date de sortie :
  -  Corée du Sud : 24 novembre 2021
  -  Singapour : 25 novembre 2021
  -  Mongolie : 26 novembre 2021
  -  Japon : 1er avril 2022

## Distribution
- Yoon Kye-sang : Kang I-an, un agent secret[1]
- Park Yong-woo (en) : le directeur Park, un agent secret
- Lim Ji-yeon : Moon Jin-ah[2]
- Park Ji-hwan (en) : Haengryeo, un sans-abri
- Yoo Seung-mok : le chef Lee Shin-woo
- Lee Seong-wook (en) : Yoo Dae-ri, un collègue de Kang I-an
- Seo Hyeon-woo (en) : Baek Sang-sa
- Lee Woon-san : Ji Cheol-ho
- Hong Ki-joon : Go Joong-sa
- Joo Jin-mo (en) : le directeur Hong
- Park Min-jeong (en) : la dame au gâteau
- Kim Min-kyung : la présidente Jeon
- Heo Dong-won : le manteau de fourrure

## Production
Le 21 janvier 2019, il est rapporté que Lim Ji-yeon a rejoint Yoon Kye-sang en tant que premier rôle féminin pour un projet intitulé Fluid Renegades. Yoon Kye-sang tient 7 rôles différents en transparence car il se réveille dans un corps différent toutes les 12 heures.
Le tournage commence le 15 janvier 2019 après que la distribution ait été complétée.

## Sortie
Spiritwalker est projeté en avant-première au 20e New York Asian Film Festival (en) le 22 août 2021. Il est également présent au 53e Festival international du film fantastique de Catalogne dans la section « Panorama fantastique » du 8 au 18 octobre 2020. En dehors de ces festivals, il est présent dans 5 autres festivals importants de cinéma : au Mayham Film Festival britannique, au Fantasy Filmfest (en) allemand, au East Asian Film Festival de Londres, au Trieste Science+Fiction Festival (en) italien, et au Hawaii International Film Festival.
Il est vendu dans 107 pays et sort dans les salles sud-coréennes le 24 novembre 2021.

## Réception

### Box-office
Le film sort en salle le 24 novembre 2021 sur 1 213 écrans. Selon le Conseil du film coréen, il atteint la première place du box-office lors de son premier week-end d'exploitation avec 362 424 entrées. Il conserve cette position lors de sa deuxième semaine avec 679 919 entrées.
Au 31 décembre 2021, il est le 7e plus grand succès coréen de l'année avec 6,62 millions $ de recettes et 810 673 entrées au box-office sud-coréen.

### Critiques
Kim Mi-hwa de Star News salue la prestation des acteurs et écrit : « Si vous vous attendez à un jeu et à une prestation solides de la part des acteurs, vous pourrez ressentir de la joie au cinéma après une longue période depuis [l'apparition du] covid ». Kang Hyo-jin de SPOTV (en) se réfère au film Beauty Inside (2015) et La Mémoire dans la peau (2002) et déclare : « [c'est l'œuvre] qui donne l'impression que Beauty Inside porte le masque de Bourne ». Elle conclut en écrivant : « Il contient des sujets intéressants, une action cool et stylisée, et même un scénario plein de mystère. Cependant, alors que le ton général est bon, un petit trou est une grosse déception ». Kim Bo-ra de Yonhap se réfère aux films Volte-face (1997), Memento (2000), Your Name. et à la série des Jason Bourne et déclare : « Spritwalker combine les deux sous-genres d'une manière plus compliquée, plaçant le héros souffrant de troubles de la mémoire dans une situation difficile en transférant son esprit dans un autre corps toutes les 12 heures. [...] Le film présente la situation mystérieuse d'I-an et son parcours vers son identité depuis le début et garde l'attention des spectateurs avec des poursuites en voiture à grande vitesse, des fusillades et des scènes de combat au corps à corps ».

## Prix et nominations
| Année | Prix                                  | Catégorie                                          | Récipiendaire      | Issue      | Ref.   |
| ----- | ------------------------------------- | -------------------------------------------------- | ------------------ | ---------- | ------ |
| 2021  | 20e New York Asian Film Festival (en) | Daniel Craft Award for Excellence in Action Cinema | Spiritwalker       | Lauréat    | [ 16 ] |
| 2022  | 58e Baeksang Arts Awards              | Meilleur acteur dans un second rôle                | Park Yong-woo (en) | Nomination | [ 17 ] |
| 2022  | 58e Grand Bell Awards                 | Meilleure actrice dans un second rôle              | Lim Ji-yeon        | Nomination | ,      |